# Rian Gomes
Rian Feitosa Gomes (Maranguape, 05 de dezembro de 1995), conhecido como Rian Gomes, é um jogador de futsal brasileiro, atuando na posição de pivô. Atualmente joga pelo Hongyen Thakam Futsal Club, da Tailândia.
Rian Gomes é conhecido por sua habilidade de finalização e presença de área como pivô. Seu estilo de jogo é caracterizado pela movimentação inteligente, capacidade de marcar gols de diferentes formas e criar oportunidades para seus companheiros.
Rian Gomes iniciou sua carreira nas categorias de base do Maranguape Futsal, clube de sua cidade natal. Durante sua trajetória nas divisões de base, destacou-se ao conquistar a Copa LIFEC de Futsal e o  Campeonato Cearense de Futsal  Sub-20 em 2014. Já na categoria adulta, foi campeão da 1ª Copa TVM de Futsal em 2013, permanecendo na equipe até 2015.
Em 2016, Rian decidiu buscar novos desafios fora do Brasil e se transferiu para a Tailândia, onde passou a jogar pelo Super Cats Futsal. Após duas temporadas na equipe, em 2018, se transferiu para o Thai Port Futsal, um dos principais clubes da liga tailandesa.
No Thai Port Futsal, Rian teve grande sucesso, conquistando três títulos da Thai Futsal League (2018, 2019 e 2022) e uma Thai FA Futsal Cup (2018). Em sua temporada de estreia em 2018, foi um dos destaques da equipe, marcando 24 gols e registrando 9 assistências, divididos entre a Thai Futsal League (22 gols) e a Thai FA Futsal Cup (2 gols).
Em 2019, Rian repetiu a boa forma e novamente conquistou o título da Thai Futsal League, além de se tornar o artilheiro do campeonato com 22 gols e 17 assistências. No total, ao longo de suas 5 temporadas com o Thai Port Futsal, foi fundamental para o sucesso do time, com um total de 106 gols em 110 partidas.
Devido à pandemia de COVID-19, as temporadas de 2020 e 2021 foram afetadas, e Rian atuou em apenas 19 partidas nesses dois anos. Mesmo com o calendário reduzido, ele somou 16 gols (11 em 2020 e 5 em 2021), mantendo sua eficiência ofensiva.
2022 foi seu último ano vestindo a camisa do Thai Port Futsal, atuou em 25 partidas e marcou 21 gols em sua temporada de despedida, conquistando pela terceira vez o título da Thai Futsal League.
Em 2023, Rian Gomes mudou-se para o Hongyen Thakam Futsal Club, também da Tailândia, em busca de novos desafios. Em sua primeira temporada, teve um desempenho impressionante, marcando 46 gols em 30 jogos e conquistando o 1º título da Thai Futsal League para o clube e o  4º título da Thai Futsal League de Rian. Ele também ajudou a equipe a alcançar o vice-campeonato da AFF Futsal Club Championship no mesmo ano.
Em 2024, continuou sua trajetória vitoriosa pelo Hongyen Thakam, conquistando seu 5º título da Thai Futsal League e o 2º do clube. Durante a temporada, Rian disputou 25 jogos, marcando 24 gols e 22 assistências, sendo o líder em ambas as estatísticas ao fim do campeonato.
- Copa LIFEC de Futsal (Categoria Sub-20) – 2014
- Campeonato Cearense de Futsal Sub-20 – 2014
- 1ª Copa TVM de Futsal – 2013
- Thai Futsal League – 2018, 2019, 2022, 2023, 2024
- Thai FA Futsal Cup – 2018
- AFF Futsal Club Championship (Vice-campeão) – 2023